# Манчестер (Вермонт)
Манчестер, город в штате Вермонт, один из двух главных городов округа (иногда их называют центрами округа) Беннингтон. Известен ещё как Северное Графство. Включает в себя три района — Манчестер-центр, Манчестер-виладж и Манчестер-депо.

## История
Город был основан в числе других в 1761 году Беннингом Вентвортом (1696—1770), губернатором Нью-Гемпшира.
Город назвали Манчестер для Роберта Монтегю, 3-й герцога Манчестера. Вентворт рассчитывал, что это привлечет внимание к новому поселению высоких покровителей (этот принцип использовался им при наименовании и других новых городов, а Беннингтон он назвал в свою честь).
Первые поселенцы появились в 1764 году, город заложен в 1784 году.

## География
Расположен на реке Batten Kill, между горными хребтами Таконик на западе и Зелёные горы на востоке.

## Природные условия
Земля в окрестностях Манчестера лучше подходила для выпаса скота, чем для земледелия, в 1839 году в местных хозяйствах было около 6000 овец.

## Население
Население 4180 человек (по переписи 2000 года). По переписи 2010 года численность составила 4180 человек.

## Известные жители
Джон Уинслоу Ирвинг — писатель
Роберт Тодд Линкольн — военный министр
Джозеф Эймс — президент Университета Джонса Хопкинса